# Hypargyra discors
Hypargyra discors là một loài bọ cánh cứng trong họ Cerambycidae.